# Sede de la Junta Municipal del Distrito de Carabanchel
El edificio sede de la Junta Municipal del Distrito de Carabanchel es una construcción de la ciudad española de Madrid situado en el distrito de Carabanchel. Antaño fue casa consistorial del municipio, hoy desaparecido, de Carabanchel Bajo.

## Historia y características
El edificio fue construido en el año 1910 en la entonces plaza mayor (hoy, plaza de Carabanchel). 
En su interior además de la Junta de Distrito siempre se ha encontrado la sede de la policía local hasta que el concejal del distrito Carlos Izquierdo lo traslada al Paseo de Muñoz Grandes en 2002.
Sus fachadas están decoradas con revoco blanco y ladrillo en los marcos de ventanas y puertas, impostas y esquinas formando una geometría propia del Neomudéjar, aunque con sencillez propia de un pueblo. Tiene tres plantas sobre la calle, las dos primeras de mayor importancia con grandes ventanas y balcones; la tercera está formada por ventanas de menores dimensiones.
En 1944 fue reconstruido por José María Martínez-Cubells Tordesillas.
En 1949 ampliado por Francisco Moreno López.